# Nazarovo
Nazarovo (en russe : Назарово) est une ville du kraï de Krasnoïarsk, en Russie, et le centre administratif du raïon Nazarovski. Sa population s'élevait à 51 759 habitants en 2013.

## Géographie
Nazarovo est située sur la rive gauche de la rivière Tchoulym, un affluent de l'Ob, à 158 km (199 km par la route) à l'ouest de Krasnoïarsk.

## Histoire
La localité est fondée en 1700 et prend le nom de son premier habitant, le Cosaque Nazaria Patioukova. En 1786, le village est habité par quinze familles. Il sert au XIXe siècle de lieu d'exil. En 1888, des gisements de lignite sont découverts dans les environs.
Après la Seconde Guerre mondiale, commence l'extraction de lignite à grande échelle. Une centrale thermique est alors construite. En 1946, Nazarovo devient une commune urbaine et obtient le statut de ville en 1961.

## Population
Recensements (*) ou estimations de la population
| 1959*  | 1970*  | 1979*  | 1989*  |
| ------ | ------ | ------ | ------ |
| 29 689 | 44 173 | 53 696 | 64 350 |

| 2002*  | 2010*  | 2012   | 2013   |
| ------ | ------ | ------ | ------ |
| 56 539 | 52 817 | 52 154 | 51 759 |